# Восточный регион (Сингапур)
Восточный регион (англ. East Region) — один из пяти регионов, на которые разделена республика Сингапур. В соответствии со своим названием, он расположен в восточной части острова. Регион включает в себя 6 городских районов.

## Городские районы
- Бедок (англ. Bedok)
- Чанги (англ. Changi)
- Чанги-Бей (англ. Changi Bay)
- Пая-Лебар (англ. Paya Lebar)
- Пасир-Рис (англ. Pasir Ris)
- Тампинис (англ. Tampines)

## Статистика
- Численность населения: 692 280 человек (2010)[1]
- Площадь территории: 110 км²[2]